# Catuana spinicornis
Catuana spinicornis – gatunek chrząszcza z rodziny kózkowatych i podrodziny zgrzypikowych. Jedyny przedstawiciel rodzaju Catuana.

## Zasięg występowania
Ameryka Południowa, występuje w Gujanie Francuskiej oraz w płn. Brazylii (stany Amazonas i Pará).